# Box na Letních olympijských hrách 1920
Box na Letních olympijských hrách 1920 v Belgii.

## Medailisté

### Muži
| Kategorie                    | Zlato                                         | Stříbro                                  | Bronz                                            |
| ---------------------------- | --------------------------------------------- | ---------------------------------------- | ------------------------------------------------ |
| Muší váha (– 51 kg)          | Frankie Genaro · Spojené státy americké (USA) | Anders Petersen · Dánsko (DEN)           | William Cuthbertson · Velká Británie (GBR)       |
| Bantamová váha (– 54 kg)     | Clarence Walker · Jihoafrická unie (RSA)      | Clifford Graham · Kanada (CAN)           | George McKenzie · Velká Británie (GBR)           |
| Pérová váha (– 58 kg)        | Paul Fritsch · Francie (FRA)                  | Jean Gachet · Francie (FRA)              | Edoardo Garzena · Itálie (ITA)                   |
| Lehká váha (– 62 kg)         | Samuel Mosberg · Spojené státy americké (USA) | Gotfred Johansen · Dánsko (DEN)          | Clarence Newton · Kanada (CAN)                   |
| Lehká střední váha (– 67 kg) | Bert Schneider · Kanada (CAN)                 | Alexander Ireland · Velká Británie (GBR) | Frederick Colberg · Spojené státy americké (USA) |
| Střední váha (– 73 kg)       | Harry Mallin · Velká Británie (GBR)           | Georges Prud'Homme · Kanada (CAN)        | Moe Herscovitch · Kanada (CAN)                   |
| Polotěžká váha (– 80 kg)     | Eddie Eagan · Spojené státy americké (USA)    | Sverre Sørsdal · Norsko (NOR)            | Harold Franks · Velká Británie (GBR)             |
| Těžká váha (+ 80 kg)         | Ronald Rawson · Velká Británie (GBR)          | Søren Petersen · Dánsko (DEN)            | Albert Eluère · Francie (FRA)                    |

## Přehled medailí podle zemí
| Pořadí | Země                         | Zlato | Stříbro | Bronz | Celkově |
| ------ | ---------------------------- | ----- | ------- | ----- | ------- |
| 1.     | Spojené státy americké (USA) | 3     | 0       | 1     | 4       |
| 2.     | Velká Británie (GBR)         | 2     | 1       | 3     | 6       |
| 3.     | Kanada (CAN)                 | 1     | 2       | 2     | 5       |
| 4.     | Francie (FRA)                | 1     | 1       | 1     | 3       |
| 5.     | Jihoafrická unie (RSA)       | 1     | 0       | 0     | 1       |
| 6.     | Dánsko (DEN)                 | 0     | 3       | 0     | 3       |
| 7.     | Norsko (NOR)                 | 0     | 1       | 0     | 1       |
| 8.     | Itálie (ITA)                 | 0     | 0       | 1     | 1       |